# 西比里亞科夫島

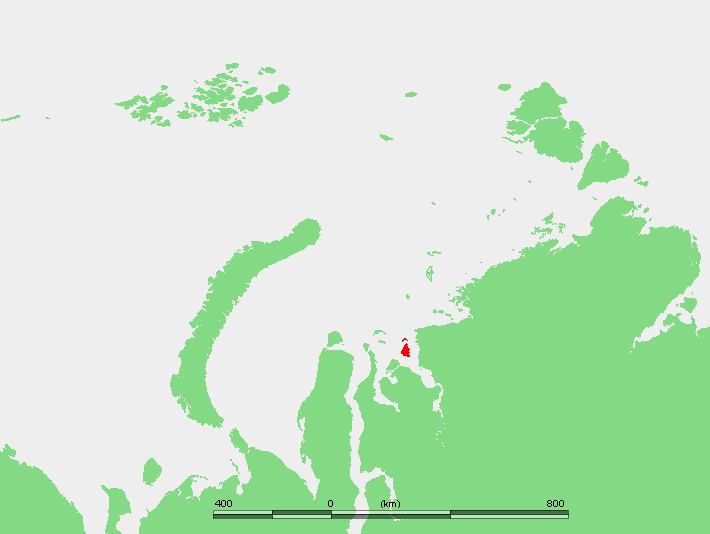
西比里亞科夫島位置

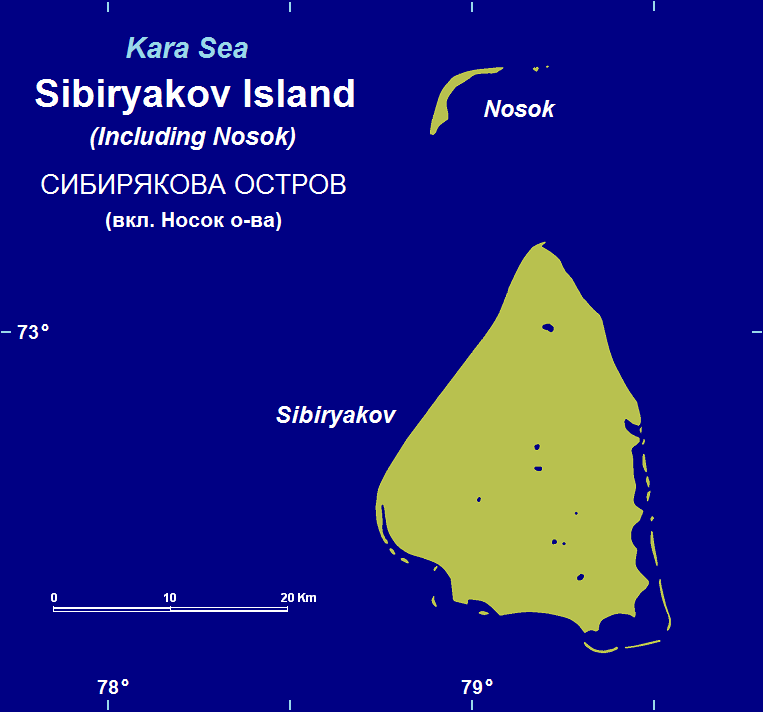
西比里亞科夫島與諾索克島

西比里亞科夫島是俄羅斯的島嶼，位於克拉斯諾亞爾斯克邊疆區的喀拉海，離葉尼塞河口35公里，面積800平方公里，長38公里，最大闊度27公里，諾索克島位於西比里亞科夫島以北12公里。
72°54′N 79°11′E / 72.900°N 79.183°E